# 古力娜扎
古力娜扎，本名古力那扎尔·拜合提亚尔（維吾爾語：گۈلنەزەر بەختىيار‎，拉丁维文：Gülnezer Bextiyar，1992年5月2日—，另譯古力娜扎·拜合提亚尔），新疆维吾尔自治区烏魯木齊市人，是中国大陸维吾尔族女演员。古力娜扎自幼习舞，2007年參加《和諧中華民族之花》選拔活動。擔任平面模特而出道，畢業於北京电影学院，此后簽約于唐人影视，出演《軒轅劍之天之痕》中的于小雪一角。出道早期被称为“新疆维纳斯”及“北影校花”  。

## 生平

### 早年经历
1992年5月2日，古力娜扎出生于新疆乌鲁木齐市，父亲在园林单位上班，母亲则工作于石油单位，有一个年长的姐姐。 她從小學習舞蹈，并在新疆艺术学院就读。16岁时，古力娜扎在街头被挖掘，兼职做了平面模特。此后，随着高考的临近，古力娜扎暂停了模特工作，为进入新疆军区文工团做准备。却因为地方文艺团体改制导致她错失机会。2009年，古力娜扎参加中国职业模特大赛，最终在比赛中获得了最上镜选手奖的荣誉。2011年，古力娜扎参加了艺术考试，并于随后顺利考入了北京电影学院表演系。

### 出道
2011年8月，古力娜扎开始与胡歌、刘诗诗、蒋劲夫等人合作出演古装玄幻偶像剧《轩辕剑之天之痕》，而这也是她的首部影视剧作品；同年12月9日，古力娜扎签约上海唐人电影制作有限公司，并由此正式踏入演艺圈。

### 发展
2011年，古力娜扎领衔主演了现代爱情片《隐私保险箱》，并在片中饰演女主角陈曼，而这也是其个人的电影处女作；同年，她还获得了第3届乐视影视盛典最佳新人奖的提名。

## 感情生活
2015年8月9日，張翰在微博上宣布與古力娜扎公開戀情，二人因拍攝電視劇《山海經之赤影傳說》擦出愛火。2017年12月25日，張翰、古力娜扎的工作室雙雙發出聲明，表示兩人已於同年10月中旬和平分手，結束戀人關係，「因為這段感情承載外界過多關注和壓力，也因彼此對事業的追求聚少離多」，雙方經過考慮後，決定分開。

## 音樂作品
| 發行日期       | 歌曲名稱   | 備注                   | 合唱藝人 |
| -------------- | ---------- | ---------------------- | -------- |
| 2018年10月10日 | 房間       |                        |          |
| 2019年2月19日  | 傳人(Ling) |                        |          |
| 2019年7月19日  | 時光盡頭   |                        |          |
| 2019年9月19日  | 你         | 電影《為國而歌》主題曲 |          |
| 2020年5月13日  | 看你看我   |                        |          |
| 2021年3月26日  | 知命       | 網路劇《十二譚》插曲   | 余佳運   |
| 2021年5月25日  | 小光陰     | 電視劇《風暴舞》插曲   |          |
| 2021年         | 窮叉叉     |                        | 關曉彤   |

## 影视作品

### 电视剧
| 首播年份 | 剧名             | 角色            | 備註           |
| 2012年   | 軒轅劍之天之痕   | 于小雪            |                |
| 2016年   | 青丘狐传说       | 陶恒（恒娘）    | 單元「恒娘」篇 |
| 2016年   | 旋风十一人       | 雨菲            | 客串           |
| 2016年   | 武神趙子龍       | 貂蟬            |                |
| 2016年   | 山海經之赤影傳說 | 蘇茉（舜華）    |                |
| 2016年   | 檸檬初上         | 寧小檬          |                |
| 2016年   | 仙劍雲之凡       | 唐雨柔          |                |
| 2017年   | 擇天記           | 徐有容          |                |
| 2019年   | 歸還世界給你     | 沈憶恩          |                |
| 2019年   | 十年三月三十日   | 袁莱            |                |
| 2021年   | 風起霓裳         | 庫狄琉璃/小豆子 |                |
| 2021年   | 十二谭           | 夜明            | 網路劇         |
| 2021年   | 风暴舞           | 周子萱          |                |
| 2023年   | 雪鹰领主         | 余靖秋            | 網路劇         |
| 2023年   | 无与伦比的美丽   | 余佳恩            |                |
| 2023年   | 风起西州         | 庫狄琉璃        |                |
| 2023年   | 恋恋红尘         | 宋星辰          | 網路劇         |
| 2024年   | 大梦归离         | 初代神女        | 網路劇         |
| 待播     | 赴山海           | 萧雪鱼          | 網路劇         |
| 待播     | 醒来             | 金宝            |                |
| 待播     | 玉茗茶骨         | 荣善宝          | 網路劇         |

### 电影
| 上映年份 | 电影名              | 角色     | 备注       |
| 2013年   | 警察故事2013        | 小薇     |            |
| 2014年   | 分手大師            | 小庄     |            |
| 2014年   | 痞子英雄2：黎明再起 | 李小牧   |            |
| 2014年   | 全城通緝            | 邵雨     |            |
| 2015年   | 愛我就陪我看電影    | 佳梦     |            |
| 2015年   | 隐私保险箱          | 陳曼     | 2012年拍攝 |
| 2017年   | 遊戲規則            | 唐芊芊   |            |
| 2017年   | 縫紉機樂隊          | 丁建國   |            |
| 2019年   | 为国而歌            | 袁春晖   |            |
| 2021年   | 真·三国无双         | 貂蝉     |            |
| 2022年   | 不要忘記我愛你      | 許星玥   |            |
| 2022年   | 平凡英雄            | 阿依努尔 |            |
| 2023年   | 爱犬奇缘            | 千菲菲   |            |
| 2024年   | 传说                | 梦云公主 |            |
| 2024年   | 出入平安            | 木春桃   |            |
| 2025年   | 人生会议            | 陶希     |            |

### 常駐綜藝節目
| 播出年份 | 播出日期               | 播出平台 | 节目名称              |
| -------- | ---------------------- | -------- | --------------------- |
| 2015年   | 8月1日-10月24日        | 湖南衛視 | 偶像來了              |
| 2017年   | 4月22日-7月9日         | 湖南衛視 | 花兒與少年第三季      |
| 2019年   | 4月11日-6月26日        | 爱奇艺   | 喜欢你我也是          |
| 2020年   | 5月29日-7月22日        | 爱奇艺   | 喜欢你我也是 (第二季) |
| 2022年   | 11月13日-2023年2月13日 | 湖南衛視 | 我在你的未來嗎        |
| 2023年   | 4月28日-7月14日        | 愛奇藝   | 萌探探探案3           |

## MV/短片
- 2012年《咖啡.慢活一刻》
- 2012年《轩辕剑7》微電影
- 2013年《軒轅劍陸》（飾瑚月）
- 2012年《紅塵客棧》MV

## 外部連結
- 古力娜扎的新浪微博
- 古力娜扎的Instagram帳戶
- 古力娜扎在互联网电影资料库（IMDb）上的資料（英文）
- 古力娜扎在豆瓣上的资料（简体中文）
- 古力娜扎在1905电影网上的简介（简体中文）